# Black Eyed Boy
Black Eyed Boy is een nummer van de Schotse band Texas. Het is de derde single van hun vierde studioalbum White on Blonde uit februari 1997. Op 28 juli dat jaar werd het nummer wereldwijd op single uitgebracht.

## Achtergrond
De single deed het vooral in thuisland het Verenigd Koninkrijk goed en behaalde haalde daar de 5e positie in de UK Singles Chart en de 2e positie in de Schotse hitlijst. In Ierland werd de 23e positie bereikt, Frankrijk en de Eurochart Hot 100 de 29e, Zweden de 45e, Israël de 22e, IJsland de 16e en in Duitsland de 68e positie.
In Nederland werd de single veel gedraaid op de landelijke radiozenders en werd een radiohit. Desondanks bereikte de single de Nederlandse Top 40 op destijds Radio 538 niet, maar bleef op een 3e positie steken in de Tipparade. Wél bereikte de single de 56e positie in de publieke hitlijst; destijds de Mega Top 100 op Radio 3FM. 
In België bereikte de single de 34e positie in de Vlaamse Ultratop 50. In zowel de Vlaamse Radio 2 Top 30 als de Waalse Ultratop 50 werd géén notering behaald 

## Tracklijst
- UK CD single (MERCD 490)

1. "Black Eyed Boy" (Summer Mix) – 3:16
2. "Sorry" – 4:33
3. "Black Eyed Disco" – 4:20
4. "Say What You Want" (Acoustic Mary Ann Hobbs Session) – 3:50

- UK limited-edition CD single—includes poster (MERDD 490)

1. "Black Eyed Boy" (Summer Mix radio) – 3:16
2. "Black Eyed Boy" (Trailermen's Black Eyed Disco) – 8:45
3. "Black Eyed Boy" (Trailermen's Disco Boy Dub) – 7:40
4. "Black Eyed Boy" (Neo-Northern Bossa Nova) – 4:53
5. "Black Eyed Boy" (Stoppa & Nobby's Madeye) – 6:23
6. "Black Eyed Boy" (album version) – 3:10

- European CD single (574 702-2)

1. "Black Eyed Boy" (Summer Mix) – 3:16
2. "Fameless" – 4:21